# James Bowie
 James "Jim" Bowie (sinh ngày 10 tháng 4 năm 1796 mất ngày 6 tháng 3 năm 1836) là một nhà tiên phong của Mỹ trong thế kỷ 19, những người đóng vai trò nổi bật trong cuộc Cách mạng Texas, đỉnh điểm là cái chết của anh trong trận Alamo. Những câu chuyện về anh như một máy bay chiến đấu và người dân vùng biên giới, cả thực và hư cấu, đã khiến ông trở thành nhân vật huyền thoại trong lịch sử Texas và một anh hùng dân gian của văn hóa Mỹ.